# Квеквескірі Даур Ларикович
Даур Ларикович Квеквескірі (абх. Даур Ларик-иҧа Қәақәасқьыр / рос. Даур Лерикович Квеквескири; нар. 7 лютого 1998, Галі, Грузія) — російський футболіст, півзахисник та нападник клубу «Чайка» (Піщанокопське) та національної збірної Абхазії.

## Клубна кар'єра
Вихованець тольяттинської Академії футболу імені Юрія Конопльова. Дорослу футбольну кар'єру розпочав у «Краснодарі-2», у футболці якого 9 квітня 2015 року дебютував у ПФЛ (в поєдинку проти «Астрахані»). 14 лютого 2017 року, після вдалого перегляду, підписав контракт із сербким клубом «Напредак», у складі якого дебютував 1 квітня у матчі 28-го туру чемпіонату Сербії проти «Нові Пазар». Після повернення із Сербії виступав за «Біолог-Новокубанськ». 31 серпня 2018 року підписав контракт із клубом «Знамя Труда». 27 червня 2019 року перейшов у «Промінь», у футболці якого 7 липня 2019 року дебютував в поєдинку Першої ліги Росії проти «Хімок».

## Кар'єра в збірній
У футболці так званої збірної Абхазії взяв участь у чемпіонаті Європи серед невизнаних держав 2017 року. На ище вказаному турнірі провів 4 матчі та допоміг своїй збірній посісти 4-те місце.

## Досягнення
- Другий дивізіон Росії (зона «Південь»)
  -  Бронзовий призер (1): 2015/16